# بوب كوفمان
بوب كوفمان (بالإنجليزية: Bob Kauffman)‏ مواليد 13 يوليو 1946 في بروكلين - الوفاة 25 يوليو 2015، كان لاعب كرة سلة أمريكي تحول إلى التدريب بعد الاعتزال. بدأ مسيرته الاحترافية في سنة 1968. تم اختياره من قبل فريق سياتل سوبرسونيكس خلال الدرافت. بلغ طوله 6 قدم 8 بوصة (2.0 م). اعتزل اللعب في 1975.

## المسيرة الاحترافية
لعب مع سياتل سوبرسونيكس في موسم 1968–1969، ثم لعب مع شيكاغو بولز في موسم 1969–1970، ثم لعب مع بوفالو بريفز من سنة 1970 إلى 1974، ثم لعب مع أتلانتا هوكس في موسم 1974–1975.

## إحصائيات المسيرة
| الفريق          | السنة   | G  | W  | L  | W–L% | النهاية | PG | PW | PL | PW–L% | النتيجة                  |
| --------------- | ------- | -- | -- | -- | ---- | ------- | -- | -- | -- | ----- | ------------------------ |
| ديترويت بيستونز | 1977–78 | 58 | 29 | 29 | .500 | 4       | —  | —  | —  | —     | غاب عن الأدوار الإقصائية |
| المسيرة         |         | 58 | 29 | 29 | .500 |         | —  | —  | —  | —     |                          |

## روابط خارجية
- بوب كوفمان على موقع إن بي أي (الإنجليزية)
- بوب كوفمان على موقع سبورتس رفرنس (الإنجليزية)
- بوب كوفمان على موقع ريلجم (الإنجليزية)
- بوب كوفمان على موقع بروبوليرز (الإنجليزية)
- بوب كوفمان على موقع سبورتس رفرنس (الإنجليزية)